# Asegarce
Asegarce és una empresa dedicada a la pilota basca, fundada l'any 1992, amb seu a Vitòria. Amb Aspe els seus pilotaris juguen els campionats de la Lliga d'Empreses de Pilota a Mà.

## Pilotaris més importants
- Beloki
- Koka
- Leiza
- Olaizola I
- Olaizola II
- Patxi Ruiz
- Unanue